# Caius Iulius Quadratus Bassus
Caius Iulius Quadratus Bassus est un sénateur romain des Ier et IIe siècles, général et consul suffect en 105 sous le règne de Trajan, dont il devient l'un des principaux conseillers militaires.

## Biographie
Il est originaire de Pergame,. Il est à la tête d'une grande fortune, et possède un grand domaine, les praedia Quadratiana, près de la cité de Laodicée en Lycaonie ainsi qu'un village entier en Lydie orientale.

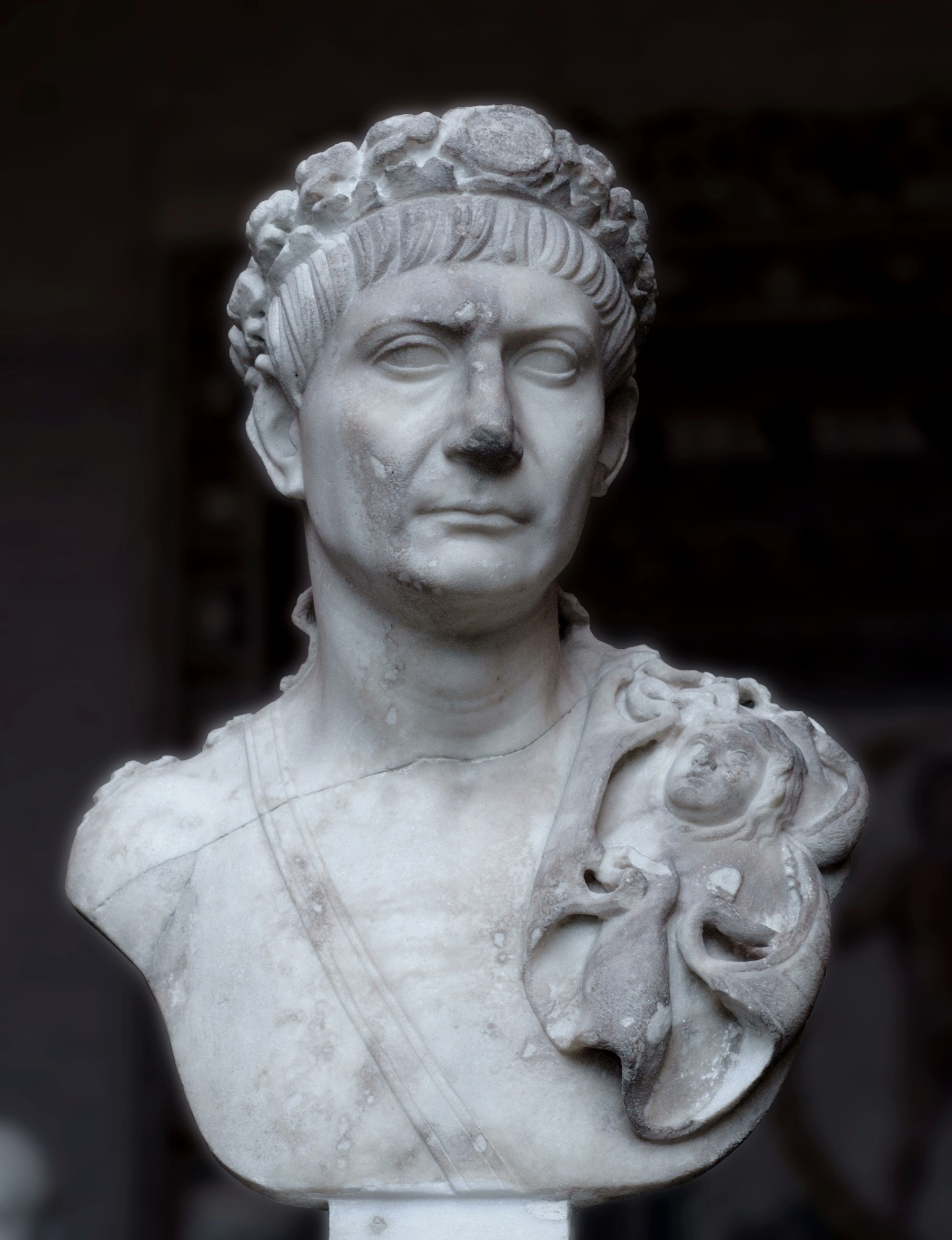
L'empereur Trajan (98 à 117).

Il est légat en Judée vers 102 à 105. C'est Quintus Pompeius Falco qui lui succède en Judée. Il est consul suffect en 105,, sous le règne de Trajan, puis un des deux généraux en chef de Trajan lors de la deuxième guerre dacique (105-106), avec Quintus Sosius Senecio. Il reçoit les ornements triomphaux à la suite de la campagne victorieuse et de l'annexion de la Dacie.
Ensuite, il est gouverneur en Cappadoce-Galatie (legatus augusti pro praetore) sur une période comprise entre 107/108 et 110/111,,,, succédant à Publius Calvisius Ruso Iulius Frontinus et étant le dernier gouverneur des deux provinces sous Trajan, la Cappadoce et la Galatie étant gouvernée séparément ensuite. Marcus Iunius Homullus lui succède en Cappadoce. Il est ensuite gouverneur de Syrie aux environs de 114/115 à 117,,, pendant la campagne de l'empereur contre les Parthes (113 - 117). C'est le futur empereur Hadrien qui lui succède en Syrie.
Dans la nouvelle province romaine de Dacie, alors gouverné par Caius Avidius Nigrinus, à la suite du soulèvement provoqué par les attaques répétées des Sarmates Roxolans et Iazyges ainsi que des Daces libres, Quadratus Bassus y est envoyé à l'été en 117 pour faire face au péril, en tant que légat de la legio XIIII Gemina. Il y meurt à la toute fin de l'année 117 ou plus vraisemblablement au début de l'an 118,,.

## Famille
Il est peut-être fils de Caius Iulius Bassus, proconsul en Bithynie et Pont vers 98, condamné en 103 dans un procès intenté par ses anciens administrés. Il est aussi probablement lié au consul éponyme de 105, Aulus Iulius Quadratus, haut notable de Pergame et fait sénateur par Vespasien à l'instar de son probable père. Il y a peut-être confusion entre ces différents sénateurs originaires de Pergame pour leur carrière.
Quadratus Bassus aurait épousé Asinia Marcella, la sœur de Marcus Asinius Marcellus, consul en 104. Caius Iulius Bassus, consul suffect en 139, serait issu de ce mariage[réf. souhaitée].